# Persebeck-Kruckel-Schnee
Persebeck-Kruckel-Schnee ist der Statistische Bezirk 66 der kreisfreien Großstadt Dortmund. Er liegt im Südwesten der Stadt und gehört zum Stadtbezirk Hombruch.
Der Statistische Bezirk besteht aus den Stadtteilen Kruckel, Persebeck und Schnee. Die Gemeinde Persebeck wurde im Jahr 1920 nach Barop eingemeindet. Zu Kirchhörde gehörten die Ortsteile Kruckel und Schnee.
Die Gemeinden Barop und Kirchhörde gehörten zum Landkreis Dortmund. Am 1. April 1887 wurden sie in den neu gebildeten Kreis Hörde umgegliedert. Am 1. August 1929 wurde dieser Kreis aufgelöst. Barop und Kirchhörde wurden in die Stadt Dortmund eingegliedert.
Zunächst trug dieser Statistische Unterbezirk die Bezeichnung Hombruch-Südwest.

## Statistik
Zum 31. Dezember 2024 lebten 3.805 Einwohner im statistischen Bezirk Persebeck-Kruckel-Schnee.
Struktur der Bevölkerung:
- Bevölkerungsanteil der unter 18-Jährigen: 17,3 % [Dortmunder Durchschnitt: 16,2 % (2018)][4]
- Bevölkerungsanteil der mindestens 65-Jährigen: 22,9 % [Dortmunder Durchschnitt: 20,2 % (2018)][5]
- Ausländeranteil: 5,7 % [Dortmunder Durchschnitt: 22,3 % (2024)][6]
- Arbeitslosenquote: 4,2 % [Dortmunder Durchschnitt: 11,0 % (2017)][7]

Das durchschnittliche Einkommen liegt etwa 25 % über dem Dortmunder Durchschnitt.

### Bevölkerungsentwicklung
| Jahr | Einw. |
| ---- | ----- |
| 1987 | 3789  |
| 2003 | 3855  |
| 2008 | 3981  |
| 2013 | 4000  |
| 2016 | 4031  |
| 2018 | 4009  |
| 2019 | 4003  |
| 2022 | 3891  |
| 2023 | 3880  |
| 2024 | 3805  |

## Gliederung des Statistischen Bezirks 66
| Unterbezirk | Name      | Gebiet |
| ----------- | --------- | --- |
| 661         | Persebeck | Gemarkung Persebeck mit Grenzverschiebungen zu Salingen und Menglinghausen; kleiner Teil im Westen der Gemarkung Kirchhörde, nordwestlich der Bahn (die die heutige Grenze zu Kruckel darstellt) |
| 662         | Kruckel   | Äußerster Westen der Gemarkung Kirchhörde |
| 663         | Schnee    | Dünn besiedelter Südwesten der Gemarkung Kirchhörde |